# Świat Questa
Świat Questa (ang. World of Quest, 2008–2009) – amerykański serial animowany emitowany od 5 stycznia 2009 roku w telewizji Jetix/Disney XD.

## Fabuła
Tytułowy Quest to wojownik, który został przed laty wypędzony z królestwa Odysji za narażenie życia następcy tronu, księcia Nestora. Jednak gdy król i królowa zostają porwani, to właśnie do Questa z prośbą o pomoc zwraca się młody książę. Początkowo Quest ani myśli ruszać się z ciepłej chatki, jednak Nestor podstępem rzuca na niego zaklęcie posłuszeństwa. Chcąc nie chcąc, wojownik wyrusza wraz ze starym przyjacielem Gatlingiem, gryfem Graerem i samym Nestorem w pełną przygód i niebezpieczeństw podróż, aby odnaleźć magiczne miecze ziemi, ognia, wody, powietrza i energii. Po drodze dołącza do nich początkująca czarodziejka Anna Maht.

## Postacie

### Bohaterowie
- Quest – odważny i silny poszukiwacz przygód. Potrafi pokonać każdego wroga. Został zaczarowany przez zaklęcie posłuszeństwa. Nie cierpi wszystkich rzeczy, m.in. owadów i Braci Katastrofa. Nazywa Nestora Knypkiem. Często ma pomysły, które są lepsze od pomysłów Nestora.
- Nestor – książę Odysji, młody następca tronu. Bywa arogancki i rozpuszczony. Ciągle się czymś chwali. Często ma pomysły, których nie akceptuje Quest i które z reguły kończą się niepowodzeniem. Quest nazywa go Knypkiem. Jest obowiązkowy i nigdy się nie poddaje. Jest mistrzem w grze kick-ball.
- Gatling – najlepszy przyjaciel Anny. Jest cyborgiem (95% jego ciała jest zrobione z metalu, a kolejny 1% jest jego bronią), a jego metalowa szczęka może przegryźć nawet najtwardsze rzeczy. Podkochuje się w Annie.
- Anna Maht – pragnie zostać czarodziejką. Potrafi ożywić każdy przedmiot.
- Graer – jest gryfem, który dawniej towarzyszył Questowi w jego podróżach i walkach. Graer uważa się za jedynego, prawdziwego bohatera z całej grupy i zawsze narzeka. Jest wiecznie głodny i zjada wszystko co da się zjeść. W przyszłości chciałby zostać baletnicą.
- Droga – jest ożywioną mapą, która pomaga znaleźć całej grupie odpowiednią drogę. Potrafi się przyczepić do każdego przedmiotu i używać go jako tarczy lub zbroi. Pod tym względem jest podobna do Upgrade’a z Ben 10 (wyglądem też).
- Albert – najlepszy Kumpel Questa. Jest olbrzymi i silny robi jako pojazd albo schowek na miecze.

### Złoczyńcy
- Generał Ogun – niegdyś pracował dla rodziny królewskiej. Jego największym pragnieniem było zostanie męską nianią Nestora, jednak gdy Quest przejmuje tę funkcję, rozwścieczony Ogun decyduje, że woli zło. Ziarnocienisty nadaje mu potężną moc. Później przyłącza się do Lorda Spite’a, aby pomóc mu zawładnąć nad światem.
- Lord Spite – niezbyt rozgarnięty i przygłupi złoczyńca, który pragnie zdobyć „Miecz Męczydusz”. Ma na usługach armię warkokłów i trolli.
- Zdrada – dosyć inteligentna wiedźma, pomocnica Spite’a.
- Bracia Katastrofa:
  - Mętlik Katastrofa – jeden z braci. Wygląda jak sęp.
  - Zamęt Katastrofa – najmniej inteligentny z braci. Przypomina jaszczurkę i na plecach ma czarne paski.
  - Chaos Katastrofa – lider braci. Przypomina byka.
  - Katastrofa – połączenie trzech wszystkich braci Katastrofa kiedy się zetkną z wodą. Jest silny i wielki, ale zawsze pokonuje go Quest.
- Lord Ziarnocienisty – największy złoczyńca w Odysji. Był kiedyś ojcem Królowej i dziadkiem Nestora, jednak przeszedł na ciemną drogę. Chciał zawładnąć Odysją.
- Strażnik miecza Męczydusz – strażnik największego z mieczy – Miecza Męczydusz.

## Obsada
- Kedar Brown –
  - Gatling,
  - Generał Ogun
- Landon Norris – Książę Nestor
- Krystal Meadows – Anna Maht
- Melissa Altro – Droga
- Ron Pardo –
  - Quest,
  - Graer
- James Rankin – Lord Spite

## Wersja polska
Opracowanie i udźwiękowienie wersji polskiej: na zlecenie Jetix – Studio Eurocom

Reżyseria: Tomasz Marzecki

Dialogi: Maciej Wysocki

Tłumaczenie: Jakub Mituniewicz (odc. 24, 26)

Dźwięk i montaż: Krzysztof Podolski

Kierownictwo produkcji: Marzena Omen-Wiśniewska

Udział wzięli:
- Mateusz Narloch – Książę Nestor
- Janusz Wituch – Quest
- Tomasz Marzecki –
  - Narrator,
  - Lord Ziarnocienisty (odc. 8)
- Mieczysław Morański –
  - Graer,
  - Gadający kamień (odc. 3a)
- Leszek Zduń – Gatling
- Jarosław Domin –
  - Mętlik Katastrofa,
  - Jeden ze strażników w mieście Effluvium (odc. 1b),
  - Gadający kamień #1 (odc. 2a),
  - Lucek Czyrak (odc. 6b),
  - Jabłko (odc. 11a),
  - Cuchnący skorupiak (odc. 16a),
  - Jeden ze Szczurów-Kwiatów (odc. 16b),
  - Sal (odc. 20b)
- Łukasz Lewandowski –
  - Chaos Katastrofa,
  - Wielka ściana obelg (odc. 2a),
  - Zdrada (odc. 3a, 9a, 11b, 13),
  - Spadochron (odc. 6a),
  - Leniwy Wrzód (odc. 6b)
- Zbigniew Suszyński –
  - Zamęt Katastrofa,
  - Jeden ze strażników w mieście Effluvium (odc. 1b),
  - Gadający kamień #2 (odc. 2a),
  - James Krzak (odc. 3a),
  - Żyrandol (odc. 3b),
  - Wściekły Wrzód (odc. 6b),
  - Przywódca Zielonych Młotków (odc. 16a),
  - Rycerz Tysiąca Poniżeń (odc. 18b),
  - Jeden z Drogan (odc. 22b)
- Jakub Szydłowski –
  - Lord Spite,
  - Krab Larry (odc. 20b)
- Stefan Knothe –
  - Sędzia w mieście Effluvium (odc. 1b),
  - Generał Ogun,
  - Wielki Pan,
  - Krokozaurus Rex (odc. 4a)
- Joanna Pach –
  - Gadający kamień #3 (odc. 2a),
  - Anna Maht
- Beata Wyrąbkiewicz –
  - Droga,
  - Słodka Zębowa Wróżka (odc. 14b),
  - Jeden ze Szczurów-Kwiatów (odc. 16b)
- Cezary Kwieciński –
  - Prorok (odc. 5a),
  - Franio (odc. 8),
  - Gadający paznokieć (odc. 10a),
  - Drzewo (odc. 11a),
  - Szylwek (odc. 20b),
  - Jeden z Drogan (odc. 22b)
- Hanna Kinder-Kiss –
  - Jedna z twarzy w Korytarzu Kpiarzy (odc. 6a),
  - Ślimak (odc. 6b),
  - Królowa (odc. 8, 9a),
  - Ciocia Bunia (odc. 20b),
  - Jeden z Drogan (odc. 22b),
  - Odjazdowa Droga – siostra Drogi (odc. 22b),
  - Mama Drogi (odc. 22b)
- Robert Tondera –
  - Jedna z twarzy w Korytarzu Kpiarzy (odc. 6a),
  - Pan Jim (odc. 6b),
  - Strażnik kuli (odc. 7b),
  - Agon (odc. 12a, 18b),
  - Gadające drzewo (odc. 14b),
  - Strażnik Miecza Męczydusza (odc. 14b),
  - Jeden ze Szczurów-Kwiatów (odc. 16b),
  - Złomiarz – Burmistrz Klekocina (odc. 19b)
- Adrian Perdjon –
  - Jedna z twarzy w Korytarzu Kpiarzy (odc. 6a),
  - Twardy Wrzód (odc. 6b),
  - Ślimak (odc. 6b),
  - Król (odc. 8, 9a),
  - Szaman Rajmund (odc. 11a),
  - Graar (odc. 11b)
- Monika Wierzbicka – Trollica (odc. 16b)
- Zbigniew Konopka – Strażnik Miecza Męczydusza (odc. 20b, 21b, 22a, 26a)

i inni

## Odcinki
Serial liczy 26 odcinków, każdy dzieli się na dwa segmenty.
| Sezon | Odcinki | Pierwsza emisja | Ostatnia emisja | Pierwsza emisja  | Ostatnia emisja  |
| ----- | ------- | --------------- | --------------- | ---------------- | ---------------- |
| 1     | 13      | 15 marca 2008   | 14 czerwca 2008 | 5 stycznia 2009  | 21 stycznia 2009 |
| 2     | 13      | 4 czerwca 2009  | 29 czerwca 2009 | 11 kwietnia 2009 | 11 czerwca 2009  |

### Seria 1
| #  | Tytuł angielski                                                     | Tytuł polski                                                | Premiera w USA   | Premiera w Polsce |
| -- | ------------------------------------------------------------------- | ----------------------------------------------------------- | ---------------- | ----------------- |
| 1  | The Quest Begins The Not-So-Great Escape                            | Zwerbować Questa Niewielka ucieczka                         | 15 marca 2008    | 5 stycznia 2009   |
| 2  | Between a Rock and a Hard Place Bottoms Up                          | Droga usłana kamieniami Zadek do góry                       | 22 marca 2008    | 6 stycznia 2009   |
| 3  | The Hills are Alive with the Sound of Anna Maht Where There’s a Way | Na dźwięk głosu Anny Maht ożyją góry Tam, gdzie jest Droga  | 29 marca 2008    | 7 stycznia 2009   |
| 4  | Croc-a-Doodle-Doo Tournament of Punishment                          | Krokozaurus Rex Turniej Kary                                | 5 kwietnia 2008  | 8 stycznia 2009   |
| 5  | No Prophet No Gain Trial of Anna Maht                               | Nie ma proroka, nie ma zysku Proces Anny Maht               | 19 kwietnia 2008 | 9 stycznia 2009   |
| 6  | Death by Mockery Lanze the Boil                                     | Zabójcze kpiny Lucek Czyrak                                 | 26 kwietnia 2008 | 12 stycznia 2009  |
| 7  | Rolling Nestor Gathers No Moss Mini Quest                           | Skamieniały Nestor Mini Quest                               | 3 maja 2008      | 13 stycznia 2009  |
| 8  | In Search of the Royal Family As the Superworm Turns                | Poszukiwania królewskiej rodziny Super robal nadchodzi      | 10 maja 2008     | 15 stycznia 2009  |
| 9  | Fall of Odyssia – Part 1 Fall of Odyssia – Part 2                   | Upadek Odysji – część 1 Upadek Odysji – część 2             | 17 maja 2008     | 14 stycznia 2009  |
| 10 | Rash to Judgement Harvest Day                                       | Sądna wysypka Dożynki                                       | 24 maja 2008     | 16 stycznia 2009  |
| 11 | Left Holding the Bag War of the Griffins                            | Sam na sam z worem Wojna Gryfów                             | 31 maja 2008     | 19 stycznia 2009  |
| 12 | Night of the Hunter World of Carney                                 | Noc łowcy Świat cyrkowców                                   | 7 czerwca 2008   | 20 stycznia 2009  |
| 13 | Search of the Power – Part 1 Search of the Power – Part 2           | W poszukiwaniu mocy – część 1 W poszukiwaniu mocy – część 2 | 14 czerwca 2008  | 21 stycznia 2009  |

### Seria 2
| #  | Tytuł angielski                                           | Tytuł polski                            | Premiera w USA  | Premiera w Polsce |
| -- | --------------------------------------------------------- | --------------------------------------- | --------------- | ----------------- |
| 14 | Search for Deceit Mystical Tooth Fairy                    | Poszukiwania Zdrady Zębowa Wróżka       | 4 czerwca 2009  | 1 czerwca 2009    |
| 15 | Robin Hood of Odyssia The Tell Tale Tale Teller           | brak tytułu                             | 12 czerwca 2009 | nieemitowany      |
| 16 | The Crusades Little Troll Down the Lane                   | Krucjata Mała Trollica                  | 15 czerwca 2009 | 1 czerwca 2009    |
| 17 | Mirror Quest Leaper Island                                | brak tytułu                             | 16 czerwca 2009 | nieemitowany      |
| 18 | Musta Been Something Graer Ate The Great Rutabaga Depress | Graer od środka Wielki brukwiowy kryzys | 17 czerwca 2009 | 2 czerwca 2009    |
| 19 | There’s something about Gatling The Tow                   | Transformer Gatling Odholowany          | 18 czerwca 2009 | 11 kwietnia 2009  |
| 20 | Katastrophic Storm World of Water                         | Katastrofalna burza Wodny świat         | 19 czerwca 2009 | 11 kwietnia 2009  |
| 21 | Molting Graer The Body Switch                             | Liniejący Graer Zamiana ciała           | 22 czerwca 2009 | 12 kwietnia 2009  |
| 22 | Guardian Match No Way Out                                 | Pojedynek ze Strażnikiem Bezdroża       | 23 czerwca 2009 | 12 kwietnia 2009  |
| 23 | Nestor’s Birthday Take a chance                           | brak tytułu                             | 24 czerwca 2009 | nieemitowany      |
| 24 | Witches of Odyssia War of the Vegivours                   | Wiedźmy z Odysji Warzywna wojna         | 25 czerwca 2009 | 11 czerwca 2009   |
| 25 | Bizarro Graer Unlikely Alliance                           | brak tytułu                             | 26 czerwca 2009 | nieemitowany      |
| 26 | The Prince And The Pauper Strange Bedfellows              | Książę i szewc Niespodziewany sojusz    | 29 czerwca 2009 | 11 czerwca 2009   |